# Flaccia tumidifrons
Flaccia tumidifrons är en insektsart som beskrevs av Ronald Gordon Fennah 1950. Flaccia tumidifrons ingår i släktet Flaccia och familjen Derbidae. Inga underarter finns listade i Catalogue of Life.